# 庵戸宮
庵戸宮（廬戸宮）（いおとのみや）は、『古事記』『日本書紀』に伝わる古代日本（大和政権初期）の首都として営まれた皇宮（皇居）。

## 経緯
第6代孝安天皇暦102年（紀元前291年）に、第7代孝霊天皇により現在の奈良県磯城郡田原本町黒田周辺の地に遷都されたと伝えられる。そのため、黒田庵戸宮ともいわれる。ただし、正確な所在地については諸説ある（奈良県史料『大和志料』によると黒田ではなく同町字宮古であるとか、「いおと」という読みから同字伊与戸に置かれたとする説がある）。いずれにしても、孝霊天皇以前の皇宮の多くが奈良県山間部に置かれたと伝わるのに対して、奈良県中央に位置する大和盆地に遷都されたことで、大和国から河内国への進出、吉備国平定など黎明期の大和政権の支配域拡大につながったものとみられている。
孝霊天皇暦76年（紀元前215年）2月に同天皇が崩御し、第8代孝元天皇により軽境原宮（かるのさかいはらのみや、現在の奈良県橿原市見瀬町周辺と伝えられる）に遷都されるまでの間、政権の中枢として機能したとみられる（一方で、この時期は第9代開化天皇までのいわゆる欠史八代の期間にあたり、そもそも『古事記』『日本書紀』自体の信頼性を疑う見方も根強く存在する）。

## 名称
庵戸宮の「庵(廬)」とは、風流人など浮世離れした者や僧侶が執務に用いる質素な佇まいの小屋である庵室を指したり、あるいは軍隊を管理する陣営を指す（歴史辞書『倭名類聚抄』）ことから、文字通り政権の統括者である孝霊天皇が暮らした住まいに由来するものといわれている。
現在、奈良県や和歌山県を中心に「庵戸（いおと、あんど）」という名称が希少姓として数世帯存在する（この一族は、第7代孝霊天皇の第3皇子を始祖とする末裔であると代々伝承されているが、名前が確認されている5人の皇子（大日本根子彦国牽尊、日子刺肩別命、彦五十狭芹彦命、彦狭島命、稚武彦命）のうち具体的に誰を示すのかは不明である）。

## 現況（宮跡）

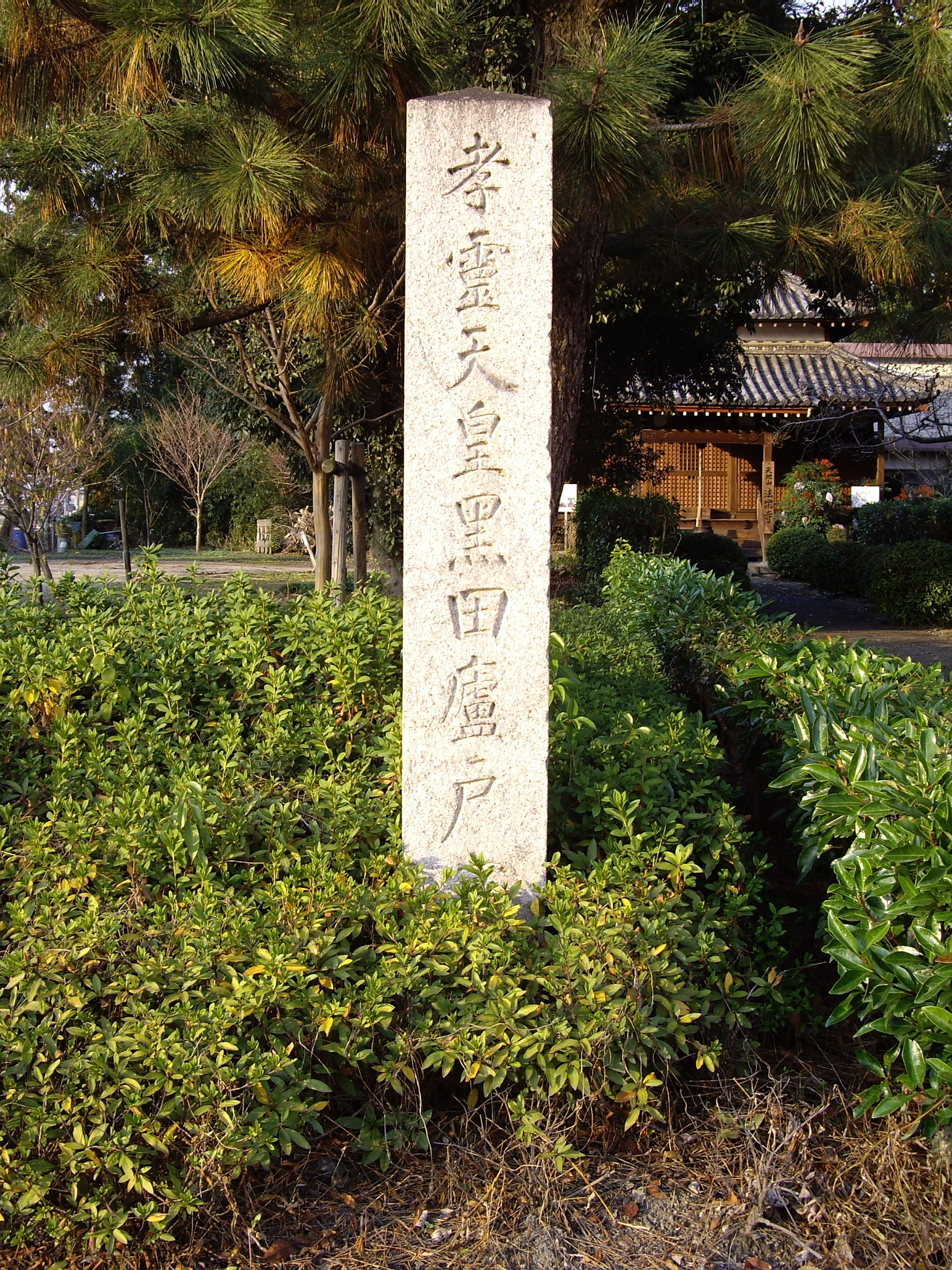
「孝霊天皇黒田廬戸」と彫られた石碑（於法楽寺）

奈良県磯城郡田原本町黒田には、庵戸神社（廬戸神社、孝霊神社）があり、これが庵戸宮の伝承地とされている。ただし現在の庵戸神社は、もともと鎮守社として同町の法楽寺（真言宗、聖徳太子開基）の境内にあったものが、明治時代初期の神仏分離令により現社地へ遷座し黒田村の氏神として引き継がれたという経緯があるので（旧地より移した「明和7年（1770年）」の紀年銘をもつ石燈籠1対により確認できる）、厳密には宮跡とはいえない。
庵戸神社には、祭神として孝霊天皇の他、倭迹迹日百襲媛命、彦五十狭芹彦命、稚武彦命をはじめとする皇子皇女を含めた計7神が祭られており、毎年10月9日に大祭式例祭が行われる。
法楽寺には、庵戸宮跡であったことを示す石碑が建立されている。かつてはここに25宇もの堂塔伽藍が建ち並んでいたが、承元元年（1207年）に全て消失し、現在はわずかに1宇（貞応元年（1222年）に再建）が残るのみである。

## 伝説

### 桃太郎の誕生地としての伝説
孝霊天皇の皇子・彦五十狭芹彦命（ひこいさせりひこのみこと、吉備津彦命）、稚武彦命の兄弟は、大和政権の（将帥）として温羅と言う名の瀬戸内海の在地勢力（異民族？）首長を破り吉備国を平定したといわれている。さらに、両皇子の軍勢は讃岐国、出雲国にまで侵攻し、大和政権の支配を拡大させたと考えられている。ちなみに、このとき両皇子が連れて行った犬飼部、猿飼部、鳥飼部とよばれる役職の家臣の一人が、元首相犬養毅の祖先ともいわれる犬飼健命（いぬかいたけるのみこと）であったといわれている。
検証は得られていないものの、後世の桃太郎伝説のモデルがこの両皇子の活躍に由来するのではないかとの見方がある。現在でも岡山県（吉備国）や香川県（讃岐国）では、桃太郎を吉備津彦とし、温羅を鬼とみなす伝承が複数存在する。
また、庵戸宮のある田原本町周辺は古く『万葉集』にも詠まれた桃の名所としても知られている。
これらの古の伝承に由来して、両皇子の故郷ともいえる庵戸宮が桃太郎の生誕地として現在にも伝えられている。
さらに、孝霊天皇自身による鬼退治の伝説や、庵戸宮近くを流れる大和川（初瀬川）周辺に伝わる伝説も、庵戸宮が桃太郎ゆかりの地であると知られる由縁となっている（ただし、前述のように『記紀』の信頼性を疑う見方や、あくまで後世の創作物であることから、桃太郎伝説の由来については本項と異なる説が全国に複数存在する）。

### 卑弥呼の誕生地としての伝説
邪馬台国が近畿地方にあったとする説を採用する場合、書記における孝霊天皇の皇女・倭迹迹日百襲媛命を女王卑弥呼とする説が有力であることから、百襲媛の故郷である庵戸宮が卑弥呼ゆかりの地と見做される（ただし、特に邪馬台国および卑弥呼の正体についてはとりわけ激しい論争の的となることが多く、前述の吉備津彦伝説と共にその信憑性が問題視される）。
伝承を鵜呑みに捉えた場合、 桃太郎（吉備津彦）と卑弥呼（百襲媛）は共に孝霊天皇の皇子皇女として姉弟であったということになり、庵戸宮が姉弟の生誕の地とされる。その信頼性はともかく、これらの伝説にちなんで共に知名度の高い存在である桃太郎、卑弥呼というキャラクターを観光PRのマスコットとして利用する向きもある。

## 周辺
庵戸神社の隣には、庵戸池（黒田池）と呼ばれる池がある。
また、その周辺には弥生時代の黒田遺跡や唐古・鍵遺跡、箸墓古墳、古墳時代（6世紀）の前方後円墳である黒田大塚古墳等がある。
さらに、門前の街道は聖徳太子が飛鳥から法隆寺へ通った「太子道」（法隆寺街道）であると伝えられている。

## 交通
- 庵戸神社：近鉄電車 田原本線 黒田駅下車 南へ徒歩数分（約250m）
- 法楽寺（旧宮跡）：同駅下車 西へ徒歩数分（約200m）